# أوليفر بيرمان
أوليفر بيرمان (بالإنجليزية: Oliver Bearman)‏ (مَواليد 8 مايو 2005) هو سائق سباقات سيارات بريطاني يتنافس حاليًا في بطولة الاتحاد الدولي للسيارات فورمولا 2 لعام 2024 وسائق احتياطي لكل من فريق فيراري وفريق هاس في فورمولا 1. 
شارك لأول مرة في الفورمولا 1 مع سكوديريا فيراري في سباق جائزة السعودية الكبرى 2024، ليحل محل كارلوس ساينز في ذلك السباق.

## روابط خارجية
- أوليفر بيرمان على موقع Racing-Reference.info (الإنجليزية)
- أوليفر بيرمان على موقع DriverDB.com (الإنجليزية)